# Marcel Schrötter
Marcel Schrötter (Vilgertshofen, 2 de janeiro de 1993) é um motociclista alemão, atualmente compete na Moto2 pela Dynavolt Intact GP. 

## Carreira
Marcel Schrötter fez sua estreia na 125cc em 2008. 